# Kutiyana
Kutiyana è una suddivisione dell'India, classificata come municipality, di 17.108 abitanti, situata nel distretto di Porbandar, nello stato federato del Gujarat. In base al numero di abitanti la città rientra nella classe IV (da 10.000 a 19.999 persone).

## Geografia fisica
La città è situata a 21° 37' 60 N e 69° 58' 60 E e ha un'altitudine di 29 m s.l.m..

## Società

### Evoluzione demografica
Al censimento del 2001 la popolazione di Kutiyana assommava a 17.108 persone, delle quali 8.772 maschi e 8.336 femmine. I bambini di età inferiore o uguale ai sei anni assommavano a 2.239, dei quali 1.169 maschi e 1.070 femmine. Infine, coloro che erano in grado di saper almeno leggere e scrivere erano 10.695, dei quali 6.235 maschi e 4.460 femmine.